# Bloomfield (Connecticut)
Bloomfield – miasto w Stanach Zjednoczonych, w stanie Connecticut, w hrabstwie Hartford.